# 정삼흠
정삼흠(鄭三欽, 1961년 11월 5일~)은 전 KBO 리그 LG 트윈스 선수 및 신일고등학교 야구부 감독 역임이며 현재 장쑤 페가수스의 코치이다. 1985년 MBC 청룡에 입단하여 활동하다가 1990년 MBC 청룡이 LG 그룹 야구단에 인수되어 LG 트윈스에서 활동하게 되었다.

## 출신학교
- 대구동촌초등학교
- 명지중학교
- 명지고등학교
- 고려대학교 신문방송학과(중퇴)(1981학번-1983년 중퇴)

## 통산기록
연도 팀명 방어율 경기 완투 완봉 승 패 세 홀 승률 타자 이닝 피안타 피홈런 볼넷 사구 탈삼진 실점 자책점
1985  MBC   3.13  41    7   3   9  12  5   0   0.429   801   192 2/3 169   13  72   12   99  72  67
1986  MBC   4.61  18    0   0   1  2   1   0   0.333   241    52 2/3  57   3   36    2   21  32  27
1987  MBC   2.86  33    8   3   6  13  2   0   0.316   804   195 1/3 171   10  73   7   85   68  62
1988  MBC   5.67  27     6   1   5  16  0   0   0.238   634   139 2/3 163   20  61   14   43  96  88
1989  MBC   3.67   21    4   0   5  7   3   0   0.417   435   100 2/3  92   7   50    1   37  46   41
1990  LG    2.78  55     1   0   8  9  23   0   0.471   684   168 1/3 133   4   57   9   85   58  52
1991  LG    4.18  39     4   0   12 15  8   0   0.444   763   180 2/3 176   17  50   9   114  93  84
1992  LG    4.04  46     4   1   14 11  5   0   0.560   776   180 1/3 172   17  68   11  128  89  81
1993  LG    2.99  30     4   1   15 11  0   0   0.577   822   198 2/3 184   11  53   11   93  81  66
1994  LG    2.95  27     9   2   15 8   0   0   0.652   758   186 1/3 173   18  41   13   76  72   61
1995  LG    3.81  26     3   0   8  9   0   0   0.471   692   163     154   17  50   22    82  79  69
1996  LG    4.29   25     0   0   8  8   0   0   0.500   594   136 1/3 139   11  52   16   76   69  65
통산        3.62   388    50  11 106  121 47  0   0.467   8004   1894 2/3 1783 148  663 127 939 855 763

## 지도자 경력
- 2004년 : 신일고등학교 야구부 감독